# Tetramorium mahafaly
Tetramorium mahafaly is een mierensoort uit de onderfamilie van de Myrmicinae. De wetenschappelijke naam van de soort is voor het eerst geldig gepubliceerd in 2011 door Hita Garcia & Fisher.
De soort is endemisch in Madagaskar en leeft op het Mahafaly-plateau.